# Pidhirea, Pervomaisk
Pidhirea (în ucraineană Підгір'я) este localitatea de reședință a comunei Pidhirea din raionul Pervomaisk, regiunea Mîkolaiiv, Ucraina.

## Demografie
Componența lingvistică a localității Pidhirea
     Ucraineană (97,26%)
     Română (1,52%)
     Rusă (1,22%)
Conform recensământului din 2001, majoritatea populației localității Pidhirea era vorbitoare de ucraineană (97,26%), existând în minoritate și vorbitori de română (1,52%) și rusă (1,22%).